# Pauri Garhwal
Der Distrikt Pauri Garhwal (Hindi: पौड़ी गढ़वाल) ist ein Distrikt im indischen Bundesstaat Uttarakhand. Pauri Garhwal entstand 1960 durch Teilung des Distrikts Garhwal. Sitz der Distriktverwaltung ist Pauri.

## Geografie

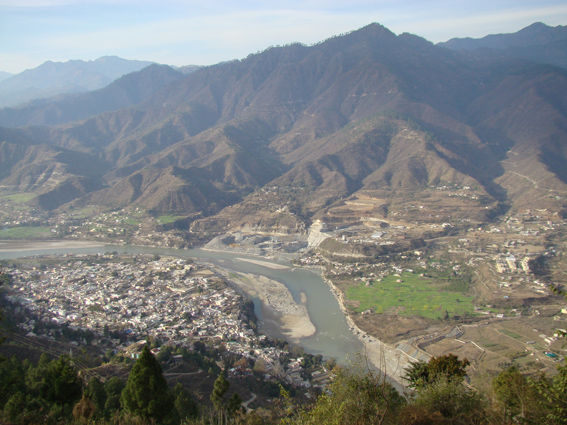
Srinagar an der Alaknanda

Der Distrikt Pauri Garhwal liegt in der Division Garhwal im Westen von Uttarakhand im Vorderen Himalaya und umfasst außerdem noch die äußerste Siwalikkette am Rande der Gangesebene. Pauri Garhwal grenzt im Süden an den Bundesstaat Uttar Pradesh. Nachbardistrikte innerhalb von Uttarakhand sind: Nainital im Südosten, Almora im Osten, Chamoli im Nordosten, Rudraprayag im Norden, Tehri Garhwal im Nordwesten, Dehradun im Westen und Haridwar im Südwesten. Die Fläche des Distrikts Pauri Garhwal beträgt 5329 km². Im Nordwesten bilden die Flussläufe von Alaknanda und Ganges die Distriktgrenze. Die Stadt Srinagar liegt am Ostufer der Alaknanda. Im Süden, in der Siwalikkette gelegen, befindet sich der Corbett-Nationalpark mit der Ramganga-Talsperre.

## Bevölkerung
Nach der Volkszählung 2011 hatte der Distrikt Pauri Garhwal 687.271 Einwohner.